# Tiarako
Tiarako (ou Tiérako, également appelé Somma) est un village du département et la commune rurale de Satiri, situé dans la province du Houet et la région des Hauts-Bassins au Burkina Faso.

## Géographie

### Démographie
- En 2006, le village comptait 1 490 habitants recensés[1].

## Éducation et santé
Tiarako accueille un centre de santé et de promotion sociale (CSPS).